# Институт исследований Юго-Восточной Азии
Институт исследований Юго-Восточной Азии (англ.  Institite of South-East Asian Studies (ISEAS) — ведущий исследовательский центр по проблемам Юго-Восточной Азии в Сингапуре.

## История
Учреждён в 1968 году парламентским актом Сингапура как автономная организация под эгидой министерства образования, в августе 2015 года присвоено имя Юсофа Исхака — первого президента Сингапура. Проводит исследования в области безопасности, экономики, политики, культуры и международных отношений стран ЮВА. Организует семинары и конференции, публикует книги и периодические издания.

## Исследовательские программы
Исследовательские программы охватывают широкий круг проблем региона в целом: региональные экономические исследования, региональные стратегические и политические исследования, региональные социокультурные исследования. Кроме того, разрабатываются пять страноведческих программ: Индонезия, Малайзия, Мьянма, Таиланд и Вьетнам (включая Индокитай).

## Исследовательские центры
В составе института три исследовательских центра: Центр исследований АСЕАН (2008), Сингапурский учебный центр АТЭС (1994), историко-исследовательский центр Темасека (2019 для изучения истории Сингапура, его экономических и социально-культурных связей с регионом, а также его исторической роли в качестве торгового центра).

## Публикации
ISEAS является одним из крупнейших научных издателей исследований о Юго-Восточной Азии и Азиатско-Тихоокеанском регионе и работает со многими другими академическими издательствами и дистрибьюторами, включая Центр АСЕАН при МГИМО МИД России. Он публикует в среднем 50 наименований книг в год. С начала 1970-х годов издано более 2000 наименований книг. Кроме того, ISEAS выпускает три журнала: «Журнал по проблемам экономики стран Юго-Восточной Азии» (Journal of Southeast Asian Economies); «Журнал социальных проблем в Юго-Восточной Азии» (SOJOURN: Journal of Social Issues in Southeast Asia), «Современная Юго-Восточная Азия» (Contemporary Southeast Asia), а также «Ежегодник по проблемам Юго-Восточной Азии» (Annual Southeast Asian Affairs). Книги и журналы ISEAS распространяются в более чем 100 странах мира и доступны в электронной и печатной версиях через книжный магазин, расположенный в институте и на его веб-сайте.

## Библиотека
В библиотеке ISEAS хранится более 300 000 книг, 40 000 номеров журналов, около 1000 карт и 4500 микрофильмов по экономике, политике, международным отношениям, культуре и общественным наукам стран Юго-Восточной Азии.